# The Dreamer / The Believer
Albums de Common
Go! Common Classics
(2010) Nobody's Smiling
(2014)
Singles
1. Ghetto Dreams
Sortie : 6 juillet 2011
2. Blue Sky
Sortie : 4 octobre 2011
3. Sweet
Sortie : 2 novembre 2011
4. Celebrate
Sortie : 21 novembre 2011
5. Raw (How You Like It)
Sortie : 13 décembre 2011

The Dreamer / The Believer est le neuvième album studio de Common, sorti le 20 décembre 2011.
L'album est entièrement produit par son compère de longue date No I.D., qui avait déjà produit les premiers albums de Common : Can I Borrow a Dollar? (1992), Resurrection (1994) et One Day It'll All Make Sense (1997).
Il s'est classé 4e au Top Rap Albums, 5e au Top R&B/Hip-Hop Albums, 6e au Top Digital Albums et 18e au Billboard 200.

## Historique du projet
L'enregistrement de l'album a débuté en 2009 pour une sortie prévue un peu avant l'été. Mais Common préféra se concentrer sur sa carrière d'acteur. Une date fut alors programmée pour avril 2011, finalement repoussée à fin 2011.
Le premier single, Ghetto Dreams avec Nas, a été diffusé sur iTunes le 6 juillet 2011.

## Listes des titres
| No  | Titre                                | Auteur                                         | Contient un (des) sample(s) de                                                                                  | Durée |
| --- | ------------------------------------ | ---------------------------------------------- | --- | ----- |
| 1.  | The Dreamer (featuring Maya Angelou) | Marguerite Johnson, Lonnie Lynn, Ernest Wilson | Rashida de Jon Lucien N.T. de Kool & The Gang                                                                   | 5:53  |
| 2.  | Ghetto Dreams (featuring Nas)        | Lynn, Nasir Jones, Wilson                      | Let's Make It Last des Fellows Hope de Nas featuring Chrisette Michele                                          | 3:54  |
| 3.  | Blue Sky                             | Lynn, Wilson                                   | Mr. Blue Sky de l'Electric Light Orchestra                                                                      | 4:03  |
| 4.  | Sweet                                | Lynn, Wilson                                   | You Don't Have to Worry de Doris & Kelley Action d'Orange Krush Remix for P Is Free des Boogie Down Productions | 3:36  |
| 5.  | Gold                                 | Lynn, Wilson                                   | To Be True d'Harold Melvin & the Blue Notes Stud-Spider de Tony Joe White The Jam de Graham Central Station     | 4:19  |
| 6.  | Lovin' I Lost                        | Lynn, Wilson                                   | I Loved and I Lost des Impressions                                                                              | 3:51  |
| 7.  | Raw (How You Like It)                | Lynn, Wilson                                   | Memory of Pain du Aynsley Dunbar Retaliation                                                                    | 3:55  |
| 8.  | Cloth                                | Lynn, Wilson                                   | Sing a Simple Song de Diana Ross, les Supremes et les Temptations                                               | 4:34  |
| 9.  | Celebrate                            | Lynn, Wilson                                   | Celebrate Me Home de Kenny Loggins I Got Some de Sugar Billy Garner                                             | 4:03  |
| 10. | Windows                              | Lynn, Wilson                                   | Candy Maker de Tommy James and the Shondells                                                                    | 4:00  |
| 11. | The Believer (featuring John Legend) | Lynn, John Stephens, Wilson                    | | 3:43  |
| 12. | Pops Belief                          | Lynn, Wilson                                   | | 4:55  |

| 13. | The Believer (Remix)  | Lynn, Wilson                        | 3:23 |
| 14. | Ghetto Dreams (Remix) | Lynn, Hazel, George Clinton, Wilson | 3:37 |